# Аллея звёзд (Ростов-на-Дону)

Закладная звезда

Аллея звёзд  — памятное место в городе Ростов-на-Дону на Ворошиловском проспекте, где увековечиваются выдающиеся личности города.

## История
Была создана 19 сентября 2008 года в Ростове-на-Дону на пешеходной части проспекта Ворошиловского напротив дома 89/80, где весной и осенью (с 2011 года) закладывают звезду выдающемуся жителю города. Лауреаты выбирали дважды в год — весной и осенью (за исключением 2010 года). С 2017 года выбирается один лауреат.
Памятный знак на «Аллее звезд» представляет собой керамогранитную плиту со звездой из латуни, замурованной в тротуарную плитку.

### Персоналии
На «Аллее» уже увековечены:
| 2010 год - Юрий Жданов - Не выбрано 2011 год - Алексей Берест - Тамара Ильинская 2012 год - Владилен Левшин - Геворк Вартанян 2013 год - Иван Удодов - Георгий Балаев 2014 год - Александр Печерский - Евгений Корнилов | 2015 год - Леонид Красниченко - Евдокия Никулина 2016 год - Владимир Кегель - Роман Розенблит 2017 год - Иосиф Ворович 2018 год - Эмилий Мазин 2019 год - Мартирос Сарьян |